# Cellule de Golay

Schéma d'une cellule de Golay

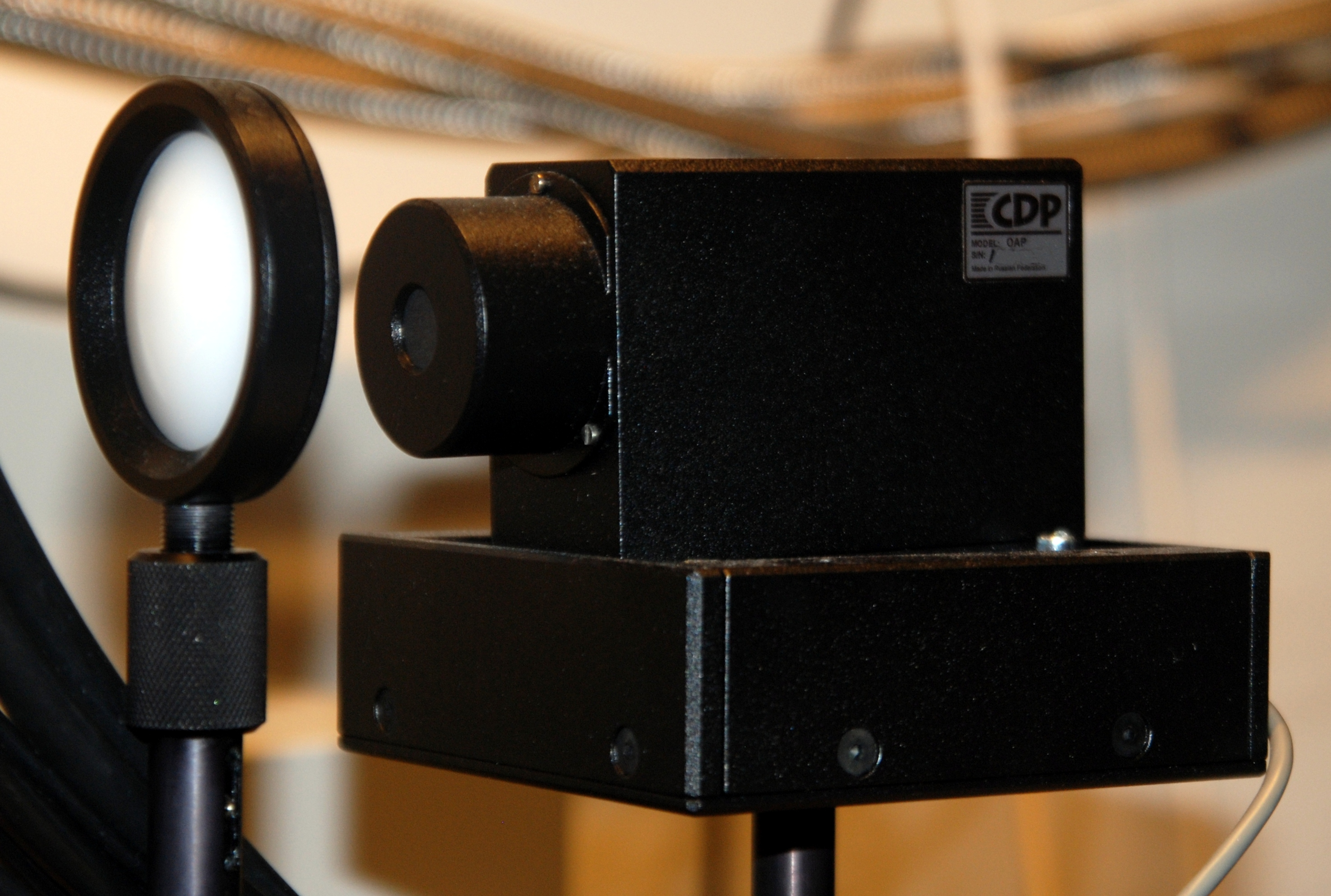
Cellule de Golay utilisée comme détecteur THz

Une cellule de Golay est un type de détecteur opto-acoustique principalement utilisé en spectroscopie infrarouge. Elle consiste en une enceinte remplie de gaz avec un matériau absorbant dans l'infrarouge ainsi que d'un diaphragme flexible ou d'une membrane. Lorsqu'un rayonnement infrarouge est absorbé, le gaz est chauffé causant son expansion. Cette expansion provoque une pression qui déforme la membrane. Cette membrane est illuminée, et la lumière réfléchie est détectée par une photodiode ; le mouvement de la membrane provoque donc une variation dans la lumière réfléchie, ce qui change le signal de la photodiode.
La cellule de Golay a une grande sensibilité et une réponse plate sur une gamme de fréquence très large. Le temps de réponse est cependant modeste, de l'ordre de 10 ms. Les performances de ce type de détecteur sont dégradées en présence de vibrations mécaniques.